# Frontline (émission de télévision)
Pour les articles homonymes, voir Frontline.
Frontline est une émission de télévision américaine, de reportages d'investigation, diffusée depuis 1983 sur le réseau de télévision public PBS. Créé par David Fanning, l'émission est produite par WGBH-TV, la station de Boston de PBS, qui produit environ deux tiers des programmes télévisés diffusés en prime time sur le réseau public américain.
Frontline se situe dans la lignée des grandes émissions américaines de journalisme d'enquête, dont l'émission pionnière des années 1950 See It Now d'Edward R. Murrow. L'émission est composée à la fois de reportages d'investigation produits par la chaîne, mais également de documentaires indépendants diffusés sous le label Frontline. Depuis sa création, Frontline a diffusé plus de 500 reportages.
L'émission a été à plusieurs reprises récompensée. Le documentaire A Dangerous Business, réalisé en collaboration avec la Société Radio-Canada et le quotidien The New York Times, a reçu en 2004 le prix Pulitzer.  Michael Kirk (en), réalisateur de multiples documentaires pour Frontline, a reçu deux Peabody Award et trois Emmy Award.